# Irakische Fußballnationalmannschaft/Olympische Spiele
Die irakische Fußballnationalmannschaft nahm erstmals 1980 an den Olympischen Spielen in Moskau teil, als sie für Malaysia nachrückte, das die Spiele wegen der Sowjetischen Intervention in Afghanistan boykottierte und konnte dabei das Viertelfinale erreichen, wo sie gegen Titelverteidiger DDR ausschied. Danach nahm die A-Nationalmannschaft noch zweimal teil, ohne nochmals die Gruppenphase überstehen zu können. 2004 konnte sich erstmals die U-23-Mannschaft qualifizieren und den vierten Platz belegen. Für 2016, 2020 und 2024 konnte sich die Mannschaft erneut qualifizieren, schied aber jeweils nach der Vorrunde aus.

## Ergebnisse bei Olympischen Spielen

### 1900 bis 1956
Nicht teilgenommen

### 1960
- Olympia-Qualifikation:
  - 15. November 1959 Libanon – Irak 0:3 (in Beirut)
  - 25. November 1959 Irak – Libanon 8:0 (in Bagdad)
  - 6. Dezember 1959 Türkei – Irak 7:1 (in Adana)
  - 13. Dezember 1959 Irak – Türkei 2:3 (in Bagdad)

Der Libanon trat zu den Spielen gegen die Türkei nach den zwei Niederlagen gegen den Irak nicht mehr an, die Spiele wurden als Siege für die Türkei gewertet, die damit als Gruppensieger als Gruppensieger für die Olympischen Spiele in Rom qualifiziert war.

### 1964
- Olympia-Qualifikation:
  - Iran – Irak 4:0
  - Irak – Iran 0:0

Der Iran qualifizierte sich anschließend in zwei Spielen gegen Indien für die Olympischen Spiele in Tokio.

### 1968
- Olympia-Qualifikation:
  - Thailand – Irak 2:1
  - Irak – Thailand 4:0
  - Irak – Indonesien 1:1
  - Indonesien – Irak 2:1

Hongkong, Malaysia und Pakistan, die ebenfalls als Qualifikationsgegner zugelost waren, zogen zurück, der Irak schied als Gruppenzweiter aus. Thailand nahm als Gruppensieger an den
Olympischen Spielen in Mexiko teil.

### 1972
- Olympia-Qualifikation:
  - 1. Runde:
    - Libanon – Irak 1:0
    - Irak – Libanon 1:0
    - Libanon – Irak 1:2 (Play-off)

  - 2. Runde:
    - Irak – Nordkorea 1:0
    - Nordkorea – Irak 3:0

Nordkorea scheiterte anschließend in der dritten Runde am Iran.

### 1976
- Olympia-Qualifikation:
  - 1. Runde in Teheran:
    - Iran – Irak 1:0
    - Kuwait – Irak 1:2
    - Irak – Saudi-Arabien 1:2
    - Irak – Bahrain 4:0

Der Libanon zog eine Woche vor dem Qualifikationsturnier zurück; während Kuwaits verspätete Anmeldung akzeptiert wurde, wurde die von Sri Lanka nicht angenommen. Der Irak schied als Gruppendritter aus, der Iran konnte sich als Gruppensieger für die Olympischen Spiele in Montreal qualifizieren.

### 1980
- Olympia-Qualifikation:
  - 1. Runde im Irak:
    - Irak – Kuwait 0:0
    - Irak – Syrien 1:0
    - Irak – Jemen 3:0
    - Irak – Jordanien 4:0
    - Irak – Kuwait 2:3 (Spiel um den Gruppensieg)

Der Irak als Gruppenzweiter zwar sportlich ausgeschieden, da Malaysia, der Gruppensieger einer anderen asiatischen Gruppe wegen der sowjetischen Intervention in Afghanistan die Spiele boykottierte, wurde der Irak nachnominiert.
- Olympische Spiele in Moskau:
  - Vorrunde:
    - 21. Juli 1980, Costa Rica – Irak 0:3 (0:1) (in Kiew)
    - 23. Juli 1980, Finnland – Irak 0:0 (in Kiew)
    - 25. Juli 1980, Jugoslawien – Irak 1:1 (0:0) (in Minsk) – Der Irak als Gruppenzweiter für die K.-o.-Runde qualifiziert-

  - Viertelfinale:
    - 27. Juli 1980, DDR – Irak 4:0 (4:0) (in Kiew)

### 1984
- Olympia-Qualifikation
  - 1. Runde:
    - 9. September 1983, Irak – Bahrain 0:0 (in Bagdad)
    - 16. September 1983, Irak – Vereinigte Arabische Emirate 0:0 (in Bagdad)
    - 7. Oktober 1983, Bahrain – Irak 1:2 (in Manama)
    - 10. Oktober 1983, Vereinigte Arabische Emirate – Irak 2:2 (in Sharjah oder Abu Dhabi)

Der ebenfalls zugeloste Libanon hatte zurückgezogen, der Irak als Gruppensieger für die 2. Runde qualifiziert.
- - 2. Runde in Singapur:
    - 18. April 1984, Irak – Thailand 2:1
    - 21. April 1984, Irak – Japan 2:1
    - 23. April 1984, Katar – Irak 2:0
    - 26. April 1984, Irak – Malaysia 2:0

  - Playoffspiel der Gruppenzweiten:
    - 29. April 1984, Irak – Südkorea 1:0
- Olympische Spiele in Los Angeles:
  - Vorrunde:
    - 30. Juli 1984, Kanada – Irak 1:1 (0:0) (in Cambridge)
    - 1. August 1984, Kamerun – Irak 1:0 (1:0) (in Cambridge)
    - 3. August 1984, Irak – Jugoslawien 2:4 (0:2) (in Annapolis) – Der Irak schied als Gruppenletzter aus.

### 1988
Olympia-Qualifikation:
Der Irak musste seine Heimspiele wegen des 1. Golfkriegs auf neutralem Platz austragen.
- 1. Runde:
  - 27. März 1987, Irak – Vereinigte Arabische Emirate 1:1 (in Kuwait)
  - 17. April 1987, Jordanien – Irak 1:2 (in Amman)
  - 24. April 1987, Irak – Jordanien 2:0 (in Kuwait)
  - 1. Mai 1987, Vereinigte Arabische Emirate – Irak 0:3 (in Dubai)
- 2. Runde:
  - 4. Dezember 1987, Saudi-Arabien – Irak 0:0 (in Riad)
  - 11. Dezember 1987, Katar – Irak 1:3 (in Doha)
  - 18. Dezember 1987, Kuwait – Irak 2:1 (in Kuwait)
  - 1. Januar 1988, Irak – Saudi-Arabien 1:1 (in Maskat, Oman)
  - 8. Januar 1988, Irak – Katar 4:1 (in Maskat, Oman)
  - 15. Januar 1988, Irak – Kuwait 1:0 (in Maskat, Oman) – Der Irak als Gruppensieger qualifiziert.
- Olympische Spiele in Seoul:
  - Vorrunde:
    - 17. September 1988, Sambia – Irak 2:2 (1:1) (in Daejeon)
    - 19. September 1988, Irak – Guatemala 3:0 (0:0) (in Daejeon)
    - 21. September 1988, Italien – Irak 2:0 (0:0) (in Seoul), (Tong-Da-Mun-Stadion) – Der Irak schied als Gruppendritter aus.

### 1992
Der Irak nahm an der Olympia-Qualifikation nicht teil.

### 1996
- Olympia-Qualifikation:
  - 1. Runde:
    - 22. September 1995, Katar – Irak 0:0
    - 29. September 1995, Jordanien – Irak 0:4
    - 13. Oktober 1995, Irak – Katar 3:2
    - 20. Oktober 1995, Irak – Jordanien 1:1

  - 2. Runde in Malaysia:
    - 16. März 1996, Irak U23 – Japan U23 1:1
    - 18. März 1996, Irak U23 – Vereinigte Arabische Emirate U23 3:1
    - 20. März 1996, Irak – Oman 1:0

  - 3. Runde (Halbfinale):
    - 24. März 1996, Südkorea – Irak 2:1

  - 4. Runde (Spiel um den dritten Startplatz):
    - 27. März 1996 Saudi-Arabien – Irak 1:0 n. V.

### 2000
- Olympia-Qualifikation
  - 1. Runde in Amman, Jordanien:
    - 3. Juli 1999, Irak – Jordanien 4:2
    - 5. Juli 1999, Saudi-Arabien – Irak 1:1
    - 10. Juli 1999, Jordanien – Irak 5:0
    - 12. Juli 1999, Irak – Saudi-Arabien 2:2 – Der Irak als Gruppenzweiter ausgeschieden

### 2004
Olympia-Qualifikation:
Der Irak musste seine Heimspiele wegen des Irakkriegs auf neutralem Platz austragen.
- 1. Runde:
  - 10. September 2003, Irak – Vietnam 3:1 (in Damaskus, Syrien)
  - 17. September 2003, Vietnam – Irak 1:1
- 2. Runde:
  - 22. September 2003, Nordkorea – Irak 2:0
  - 8. November 2003, Irak – Nordkorea 4:1 (in Amman, Jordanien)
- 3. Runde:
  - 3. März 2004, Irak – Oman 4:0 (in Amman, Jordanien)
  - 17. März 2004, Saudi-Arabien – Irak 1:0
  - 24. März 2004, Irak – Kuwait 2:1 (in Amman, Jordanien)
  - 14. April 2004, Kuwait – Irak 2:0
  - 28. April 2004, Oman – Irak 2:0
  - 12. Mai 2004, Irak – Saudi-Arabien 3:1 (in Amman, Jordanien) – Der Irak als Gruppensieger qualifiziert.
- Olympische Spiele in Athen:
  - Vorrunde:
    - 12. August 2004, Irak – Portugal (u. a. mit Cristiano Ronaldo) 4:2 (2:2) (in Patras)
    - 15. August 2004, Costa-Rica – Irak 0:2 (0:0) (in Piräus) – Der Irak für das Viertelfinale qualifiziert
    - 18. August 2004, Marokko – Irak 2:1 (0:0) (in Patras) – Trotz Niederlage Gruppensieger

  - K.-o.-Runde:
    - 21. August 2004, Viertelfinale Irak – Australien 1:0 (0:0) (in Iraklio)
    - 24. August 2004, Halbfinale Irak – Paraguay 1:3 (0:2) (in Thessaloníki)
    - 27. August 2004, Spiel um die Bronzemedaille Italien – Irak 1:0 (1:0) (in Thessaloníki)

### 2008
- Olympia-Qualifikation:
  - 1. Runde:
    - 28. Februar 2007, Irak – Indien 30 (in Amman, Jordanien)
    - 14. März 2007, Nordkorea – Irak 2:2 (in Pjöngjang)
    - 28. März 2007, Irak – Thailand 1:1 (in Zarqa, Jordanien)
    - 18. April 2007, Thailand -Irak 0:1 (in Bangkok)
    - 16. Mai 2007, Indien -Irak 1:1 (in Chennai)
    - 6. Juni 2007, Irak – Nordkorea 1:0 (in Zarqa, Jordanien)

  - 2. Runde:
    - 22. August 2007, Irak – Australien 0:0 (in Doha, Katar)
    - 8. September 2007, Libanon – Irak 0:5 (in Beirut)
    - 12. September 2007, Irak – Nordkorea 2:0 (in Doha, Katar)
    - 17. Oktober 2007, Nordkorea – Irak 0:0 (in Pjöngjang)
    - 17. November 2007, Australien – Irak 2:0 (in Gosford)
    - 21. November 2007, Irak – Libanon 5:2 (in Doha, Katar)

Der Irak schied als Gruppenzweiter aus.

### 2012
- Olympia-Qualifikation:
  - 2. Runde:
    - 19. Juni 2011, Irak – Iran 3:0 (das ursprüngliche 0:1 wurde am grünen Tisch umgewandelt, da der Iran einen nicht spielberechtigten Spieler eingesetzt hatte.) (in Erbil)
    - 23. Juni 2011, Iran – Irak 0:2 (in Teheran)

  - 3. Runde:
    - 21. September 2011: Usbekistan – Irak 2:0 (in Taschkent)
    - 22. November 2011: Irak – Australien 0:0 (in Doha, Katar)
    - 27. November 2011: Vereinigte Arabische Emirate – Irak 3:0 (das ursprüngliche 0:2 wurde am grünen Tisch umgewandelt, da der Irak einen nicht spielberechtigten Spieler eingesetzt hatte.) (in Al Ain)
    - 5. Dezember 2012: Irak – Vereinigte Arabische Emirate 0:1 (in Doha, Katar)
    - 2. Februar 2012: Irak – Usbekistan 2:1 (in Doha, Katar)
    - 14. März 2012: Australien – Irak 0:0 (in Gosford)

Der Irak als Gruppendritter ausgeschieden.

### 2016
- Olympia-Qualifikation:
  - Qualifikation zur U-23-Fußball-Asienmeisterschaft 2016 in Maskat, Oman:
    - 25. März 2015, Libanon U-23 – Irak U-23 1:4
    - 27. März 2015, Irak U-23 – Malediven U-23 7:1
    - 29. März 2015, Bahrain U-23 – Irak U-23 0:2
    - 31. März 2015, Irak U-23 – Oman U-23 2:2

  - U-23-Fußball-Asienmeisterschaft 2016 in Doha:
    - 13. Januar 2016, Irak U-23 – Jemen U-23 2:0
    - 16. Januar 2016, Usbekistan U-23 – Irak U-23 2:3
    - 19. Januar 2016, Irak U-23 – Südkorea U-23 1:1 – Der Irak als Gruppenzweiter für die K.-o.-Runde qualifiziert

  - K.-o.-Runde:
    - 23. Januar 2016, Viertelfinale: Vereinigte Arabische Emirate U-23 – Irak U-23 1:3 n. V.
    - 26. Januar 2016, Halbfinale: Japan U-23 – Irak U-23 2:1
    - 29. Januar 2016, Spiel um den dritten asiatischen Startplatz: Katar U-23 – Irak U-23 1:2 n. V.

#### Kader für 2016

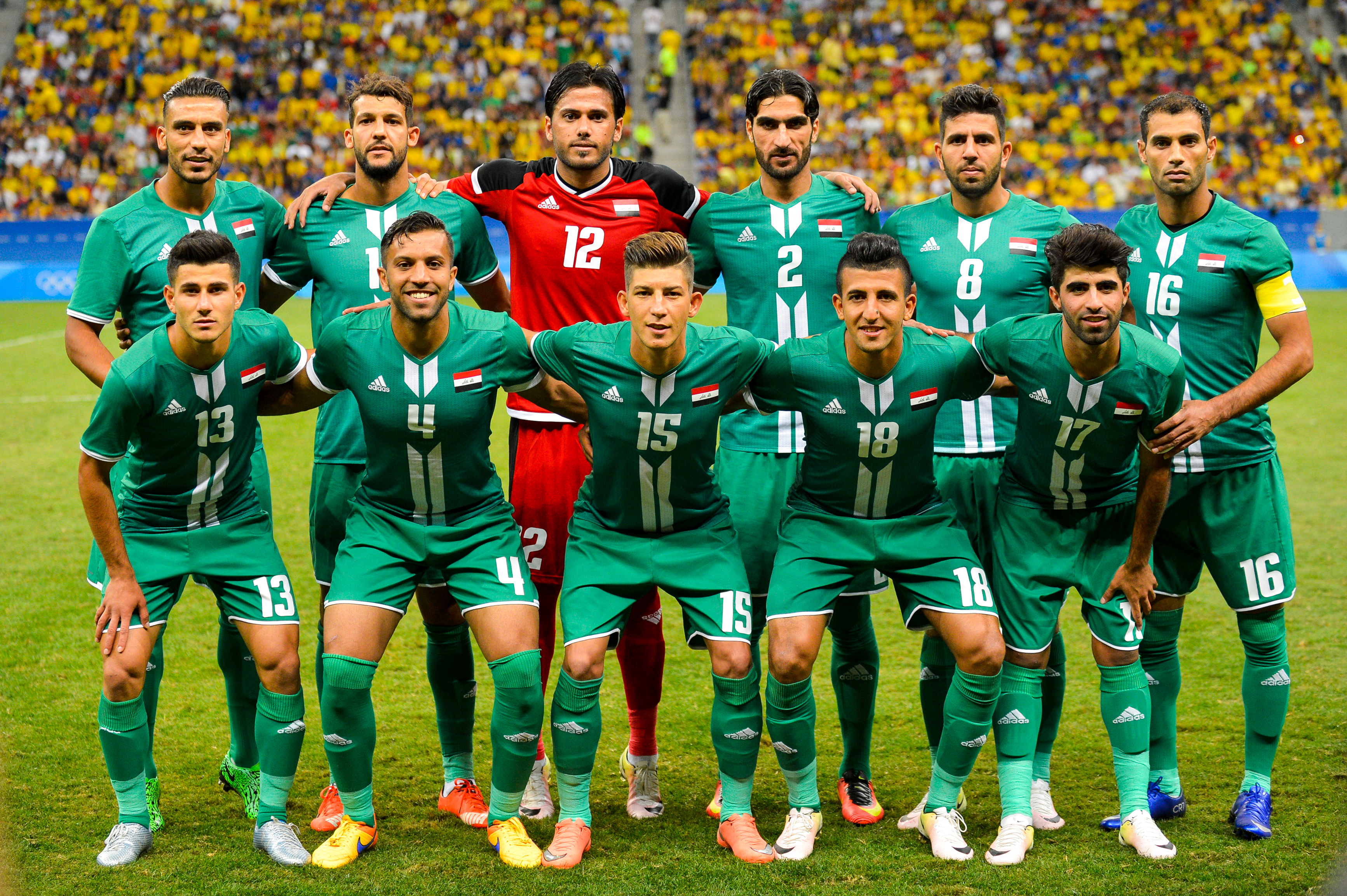
Die irakische Mannschaft vor ihrem zweiten Gruppenspiel bei den Olympischen Spielen 2016 gegen Brasilien

Startberechtigt ist eine U-23-Mannschaft, in der bis zu drei ältere Spieler mitwirken dürfen. Hierfür wurden Ahmend Ibrahim Khalaf al-Khafaji, Saad Abdul-Amir und Hammadi Ahmad nominiert.
| Nr.        | Spieler                | Geburtsdatum | Verein                  | A-Länder- spiele | A-Länder- spieltore | OS-Spiele |
| Tor        | Tor                    | Tor          | Tor                     | Tor              | Tor                 | Tor       |
| ---------- | ---------------------- | ------------ | ----------------------- | ---------------- | ------------------- | --------- |
| 1          | Fahad Talib Raheem     | 21.10.1994   | al-Quwa al-Dschawiya    | 0                | 0                   |           |
| 12         | Mohammed Hameed Farhan | 24.01.1993   | al-Shorta               | 0                | 0                   |           |
| Abwehr     |                        |              |                         |                  |                     |           |
| 2          | Ahmend Ibrahim         | 25.02.1992   | al-Dhafra               | 55               | 0                   |           |
| 3          | Hawbir Khasro Moustafa | 24.09.1993   | MVV Maastricht          | 01               | 0                   |           |
| 4          | Mustafa Nadhim         | 23.09.1993   | Naft al-Wasat           | 13               | 2                   |           |
| 5          | Ali Faez Atiyah        | 09.09.1994   | al-Shorta               | 08               | 0                   |           |
| 6          | Ali Adnan              | 19.12.1993   | Udinese Calcio          | 40               | 3                   |           |
| 14         | Suad Natiq Naji        | 19.03.1994   | al-Quwa al-Dschawiya    | 0                | 0                   |           |
| 15         | Dhurgham Ismail        | 23.05.1994   | Çaykur Rizespor         | 34               | 3                   |           |
| 17         | Alaa Ali Mhawi         | 03.06.1996   | al-Zawraa SC            | 0                | 0                   |           |
| Mittelfeld |                        |              |                         |                  |                     |           |
| 9          | Mahdi Kamil Shiltagh   | 06.01.1995   | al-Shorta               | 14               | 1                   |           |
| 10         | Ali Husni              | 23.05.1994   | al-Minaa                | 0                | 0                   |           |
| 11         | Humam Tareq Faraj      | 10.02.1996   | al-Quwa al-Dschawiya    | 0                | 0                   |           |
| 16         | Saad Abdul-Amir        | 19.01.1992   | al-Qadisiyah            | 55               | 1                   |           |
| 18         | Amjed Attwan           | 12.03.1997   | al-Shorta               | 01               | 0                   |           |
| Angriff    |                        |              |                         |                  |                     |           |
| 7          | Hammadi Ahmad          | 18.10.1989   | al-Quwa al-Dschawiya    | 35               | 6                   |           |
| 8          | Mohannad Abdul-Raheem  | 22.09.1993   | al-Zawraa SC            | 24               | 5                   |           |
| 13         | Sherko Gubari          | 25.05.1996   | Grasshopper Club Zürich | 0                | 0                   |           |

#### Spiele
- Irak – Dänemark 0:0 am 4. August 2016 in Brasília
- Brasilien – Irak 0:0 am 7. August 2016 in Brasília
- Südafrika – Irak 1:1 (1:1) am 10. August 2016 in São Paulo – Der Irak scheidet ungeschlagen als Gruppendritter aus

### 2020
- Olympia-Qualifikation:
  - Qualifikation zur U-23-Fußball-Asienmeisterschaft 2020 in Teheran, Iran:
    - 22. März 2019, Irak U-23 – Jemen U-23 5:0
    - 24. März 2019, Turkmenistan U-23 – Irak U-23 0:2
    - 26. März 2019, Irak U-23 – Iran U-23 0:0

  - U-23-Fußball-Asienmeisterschaft 2020 in Thailand
    - 8. Januar 2020, Irak U-23 – Australien U-23 1:1 in Tha Khlong
    - 11. Januar 2020, Bahrain U-23 – Irak U-23 2:2 in Tha Khlong
    - 14. Januar 2020, Thailand U-23 – Irak U-23 1:1 in Bangkok – Der Irak als Gruppendritter ausgeschieden.

### 2024
- Olympia-Qualifikation:
  - Qualifikation zur U-23-Fußball-Asienmeisterschaft 2024 in Kuwait:
    - 6. September 2023, Irak U-23 – Jemen U-23 13:0 in al-Farwaniyya
    - 9. September 2023, OsttimorU-23 – Irak U-23 0:6 in al-Farwaniyya
    - 12. September 2023, Irak U-23 – Kuwait U-23 2:2 in Kaifan

  - U-23-Fußball-Asienmeisterschaft 2024 in Katar
    - 16. April 2024, Irak U-23 – Thailand U-23 0:2 in al-Wakra
    - 19. April 2024, Tadschikistan U-23 – Irak U-23 2:4 in al-Wakra
    - 22. April 2024, Saudi-Arabien U-23 – Irak U-23 1:2 in ar-Rayyan

  - K.-o.-Runde:
    - 26. April 2024, Viertelfinale: Irak U-23 – Vietnam U-23 1:0 in al-Wakra
    - 29. April 2024, Halbfinale: Japan U-23 – Irak U-23 2:0 in ar-Rayyan
    - 2. Mai 2024, Spiel um den dritten asiatischen Startplatz: Irak U-23 – Indonesien U-23 2:1 n. V. in Doha
- Spiele in Paris:
  - Vorrunde:
    - 24. Juli 2024 um 19:00 Uhr MESZ in Lyon: Irak – Ukraine 2:1 (0:0)
    - 27. Juli 2024 um 15:00 Uhr MESZ in Lyon: Argentinien – Irak 3:1 (1:1)
    - 30. Juli 2024 um 17:00 MESZ in Nizza: Marokko – Irak 3:0 (3:0) – als Gruppenletzter ausgeschieden

## Trainer
- 1980: Anwar Jassam Houbi
- 1984: Ammo Baba †
- 1988: Amanuel Dawood
- 2004: Adnan Hamad
- 2016: Abdulghani al-Ghazali
- 2024: Radhi Shenaishil

## Beste Torschützen

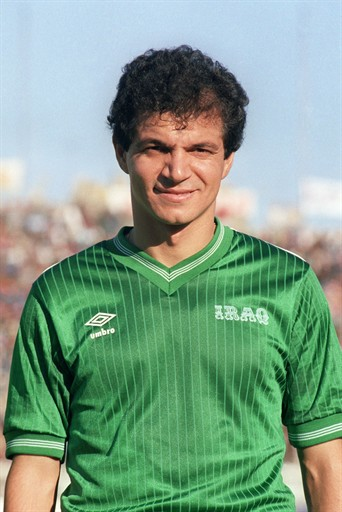
Hussain Said, irakischer Spieler mit den meisten Spielen und Toren bei Olympischen Spielen

1. Hussain Said (1980 und 1984) 3 Tore
2. Falah Hassan (1980), Emad Mohammed (2004), Hawar Mulla Mohammed (2004), Ahmed Radhi (1988), Salih Sadir (2004), Ayman Hussein (2024) je 2 Tore
8. Ali Hussein Shihab (1984), Karim Alahi (1988), Hadi Ahmad Basheer (1980), Razzaq Farhan, Mahdi Karim, Yunis Mahmud (alle 2004), Mudhafar Taufek (1988), Ali Jasim (2024) je 1 Tor

## Die meisten Spiele
- Hussain Said – 9 Spiele (1980, 1984 und 1988)
- Adnan Dirjal – 7 Spiele (1980 und 1984)
- Haidar Abdul-Amir, Abdul-Wahab Abu Al-Hail, Emad Mohammed, Qusai Munir, Nur Sabri, Salih Sadir – je 6, alle 2004

## Bekannte Spieler
- Yunis Mahmud (2004) – Rekordnationalspieler des Irak (noch aktiv)
- Hussain Said (1980 und 1984) – Mit 78 Toren Rekordtorschütze des Irak, davon drei bei Olympischen Spielen und 9 in den Qualifikationen dazu